# Nordlig sköldspindel
Nordlig sköldspindel (Ceratinella wideri) är en spindelart som först beskrevs av Tord Tamerlan Teodor Thorell 1871.  Nordlig sköldspindel ingår i släktet Ceratinella och familjen täckvävarspindlar. Arten är reproducerande i Sverige. Inga underarter finns listade i Catalogue of Life.